# Togué Morari
Togué Morari, o anche Togué Mourari, è un comune rurale del Mali facente parte del circondario di Djenné, nella regione di Mopti.